# 香々美北村
香々美北村（かがみきたそん）は、岡山県苫田郡にあった村である。
現在の苫田郡鏡野町岩屋、大町、越畑、真経、百谷に当たる。

## 沿革
- 1889年（明治22年）6月1日 - 町村制施行に伴い、西北条郡 岩屋村、大町村、越畑村、真経村、百谷村が合併し、香々美北村となる。大字大町に役場を置く。
- 1900年（明治33年）4月1日 - 西北条郡が西西条郡、東南条郡、東北条郡と合併し、苫田郡となる。
- 1952年（昭和27年）11月10日 - 大野村、小田村、香々美南村、中谷村、芳野村と合併し、鏡野町となる。

## 地名の読み方
- 岩屋（いわや）
- 大町（おおまち）
- 越畑（こしわた）
- 真経（さねつね）
- 百谷（ももだに）

## 郵便番号（現在）
- 708-0301 苫田郡鏡野町越畑
- 708-0302 苫田郡鏡野町岩屋
- 708-0303 苫田郡鏡野町大町
- 708-0304 苫田郡鏡野町真経
- 708-0305 苫田郡鏡野町百谷